# Семешкин, Вольдемар Иванович
Вольдемар Иванович Семешкин — главный инженер Московского завода счётно-аналитических машин, лауреат Государственной премии СССР (1969).

## Биография
Родился в 1922 г. в Петрограде. Член КПСС с 1967 г.
В 1940—1942 гг. служил в РККА, участник войны, комиссован после ранения, в 1942—1945 гг. на лечении. Награждён медалью «За отвагу» (26.11.1981) и орденом Отечественной войны II степени (06.11.1985).
Окончил Московский механический институт (1951).
В 1951—1960 гг. старший инженер НИИ счётного машиностроения. 
С 1960 г. работал на Московском заводе счётно-аналитических машин, с 1963 г. главный инженер, с 1970-х гг. директор.
Лауреат Государственной премии СССР (1969, в составе коллектива) — за разработку и внедрение в народное хозяйство высокопроизводительной универсальной ЭВМ БЭСМ-6.